# Thürungen
Thürungen ist ein Ortsteil der Landstadt Kelbra (Kyffhäuser) im Landkreis Mansfeld-Südharz im thüringisch geprägten Teil Sachsen-Anhalts.

## Lage
Thürungen liegt nördlich des Kyffhäuser-Gebirges und nördlich von Kelbra in der Mitte der Niederungen der Goldenen Aue, östlich des Staudamms der Talsperre Kelbra. Die Bundesstraße 85 führt westlich nah am Ort vorüber, überquert die Bahntrasse Halle–Nordhausen östlich von Berga und besitzt dort Anschluss an die Bundesautobahn 38.
Thürungen liegt an der Bahnstrecke Halle-Kassel, nur etwa 1,2 km südöstlich vom Bahnhof Berga-Kelbra entfernt.
Die umliegenden Ortschaften sind: im Nordwesten Berga, im Norden Rosperwenda, im Nordosten Rossla, im Osten Sittendorf, und im Süden Kelbra. Im Westen erstreckt sich der Stausee  Kelbra. Dahinter weiter im Südwesten liegt Badra, im Westen Auleben, und West-Nord-Westen Görsbach.
Wie die ganze restliche Goldene Aue befindet sich Thürungen im Einzugsgebiet der Helme. Dieser Fluss bildet die Gemarkungsgrenze des Ortes im Südwesten, Süden und Osten. Bevor der Stausee Kelbra gebaut wurde, ist die Ortschaft regelmäßig vom Hochwasser betroffen gewesen, wie viele andere auch, die sich in der fruchtbaren Niederung der Goldenen Aue befinden, vor allem als Folge der Frühjahrsschneeschmelze im Harz. Die Regulierung des Wasserhaushaltes im Helme-Einzugsgebiet war einer der Hauptgründe für den Bau des Kelbraer Stausees. In der Ortslage Thürungen befindet sich ein kleines Feuchtgebiet, das Gebind; hier bildet sich die Niefe, ein kurzer linker Nebenfluss zur Helme, welcher sich vollständig in der Gemarkung Thürungen befindet.
Die UTM-Koordinaten des Kirchturms sind: 32 U 641,022 km E, 5701,604 km N; (WGS 84).

## Geschichte

### Ersterwähnung
Am 2. Juli 936 wurde – nach Dobenecker – das Dorf erstmals urkundlich genannt. Nach Wolfgang Kahl erfolgte die Ersterwähnung im Jahr 1348. Ein Hinweisstein im Ort gedenkt der Ersterwähnung als Dierungen im Jahr 1005.

### Geschichte
Thürungen lag wie alle anderen umliegenden Ortschaften im mittelalterlichen thüringischen Helmegau. Als Teil des Amtes Kelbra teilt sie ihre Geschichte weitgehend mit dieser Stadt.
1277 schenkten die Grafen von Hohnstein die Kirche dem Kloster Kelbra. Das Adelsgeschlecht von Bendeleben besaß im Ortsteil ein Gut, das nach dem Zweiten Weltkrieg enteignet wurde.
1902 wurde die Dorfkirche durch einen Neubau im neugotischen Stil ersetzt. 1915 wurde die Bahnstrecke Berga-Kelbra–Artern der Kyffhäuser Kleinbahn AG eröffnet, die bis 1966 durch die Gemarkung des Ortes führte. 1972 wurde Thürungen nach Kelbra eingemeindet.
Der Haupterwerb der Thürunger war die Landwirtschaft, und hier vor allem der Anbau von Gemüse, mit welchem die Märkte der umliegenden Städte versorgt wurden, nicht nur das nahe Kelbra, sondern bis hin zur Freien Reichsstadt Nordhausen oder zu den Residenzstädten Stolberg und Sondershausen. Thürunger Gemüse war sehr begehrt.

### Dialekt
Wie überall in der Goldenen Aue wird auch in Thürungen Nordthüringer Dialekt gesprochen, mit der Variante „Kipphiesersch“, welche auf den Dörfern rings ums Kyffhäusergebirge und in der mittleren Goldenen Aue gesprochen wird. Durch die unmittelbare Nähe zur Stadt Kelbra und dem Altendorf und als Teil des selbigen Amts Kelbra ist der Dialekt derselbe, der auch in Kelbra gesprochen wird, d. h., dass sich das Gallewersch (Kelbraer) vom Uhlnderfsch (Altendorfer) und Dierunersch (Thürunger Dialekt) nicht unterscheidet. Die Thürunger nennen ihren Ort „Dierunge“. Die anderen umliegenden Dörfer nannten die Thürunger Bürger mit Spitznamen auch „Dierunger Frösche“, da in der feuchten Niederung längs der Helme und Niefe in den lauen Sommernächten immer die Frösche zu hören sind.

## Sehenswürdigkeiten
- Kirche St. Wigberti, erbaut 1902
- Bauernstein, Teil der Denkmalliste von Kelbra (Kyffhäuser), Nr. 094 84700

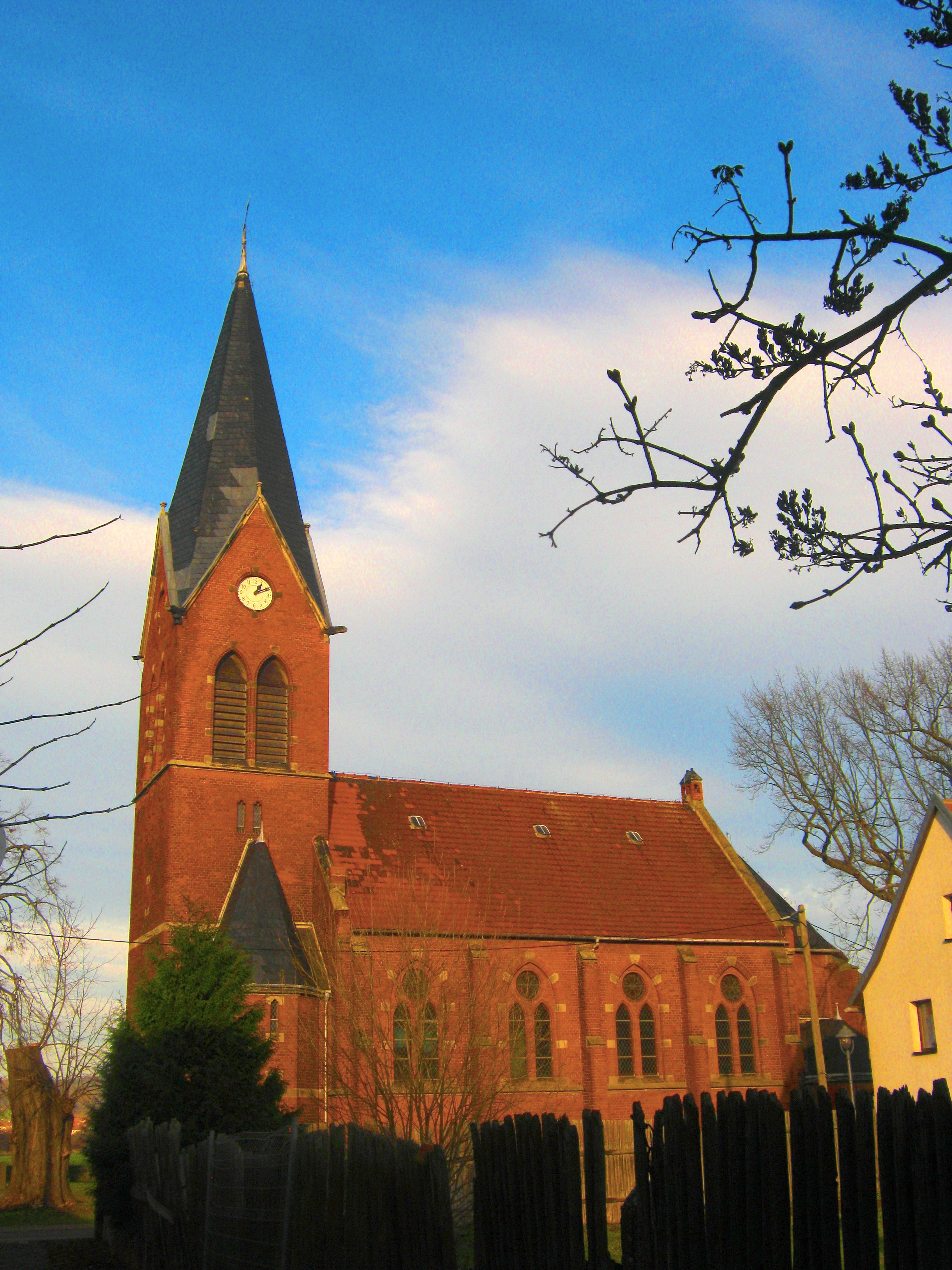